# 混合基底
混合基底（こんごうきてい、英: mixed basis）は、2種類以上の基底を混ぜてバンド計算を行う手法。通常は、平面波基底＋局在基底（ガウス基底を使う場合が多い）という形が一般的である。擬ポテンシャルが深い場合（例：炭素や、3d遷移金属など）、平面波基底だけだと大量の平面波数が必要だが、局在基底を混ぜてやれば、ポテンシャルの深い部分を局在基底で対応させることができるので、その分必要な平面波の数が減り、全体としての計算量を減らすことができる。特にガウス基底だと行列要素の計算部分が解析的に解けるのでさらに有利になる。ただし、異なる基底を混ぜるので正規直交系でなくなるのが欠点である。また、力やストレスを求めるための表式の導出が難しくなる。これはプログラムのコード化や、実際の計算も難しくさせる。